# Rongsheng Petrochemical
30°22′08″ пн. ш. 120°05′17″ сх. д. / 30.368974° пн. ш. 120.088081° сх. д.
Rongsheng Petrochemical («Жуншен Петрокемікл») – китайська нафтохімічна компанія. Входить до складу Zhejiang Rongsheng Holding Group (їй належить 61,46% акцій компанії). Штаб-квартира знаходиться у місті Ханчжоу, адміністративному центрі провінції Чжецзян. Основою діяльності є Чжецзянський нафтохімічний комплекс (Zhejiang Petroleum and Chemical Co., ZPC), побудований на острові Даюйшань у складі архіпелагу Чжоушань і здатний переробляти 40 млн. тонн нафти на рік на нафтопродукти та нафтохімічну сировину.
У списку найбільших компаній світу Forbes Global 2000 за 2022 компанія зайняла 642-е место, а її глава, Лі Шуйжун, посів 192-е місце в списку найбагатших людей планети.

## Діяльність в Канаді
Компанія Rongsheng Petrochemical (002493.SZ) у 2025 році відкрив офіс у Канаді для купівлі канадської сирої нафти та зробив свою першу покупку у місцевого виробника Suncor Energy (SU.TO), повідомляє Reuters.
Rongsheng, найбільший незалежний нафтопереробний завод Китаю з потужністю 40 мільйонів метричних тонн на рік, або 800 000 барелів на день, став постійним покупцем важкої кислої канадської сирої нафти після того, як у травні минулого року почав працювати нещодавно розширений Trans Mountain Pipeline.